# Xanthaciura aczeli
Xanthaciura aczeli är en tvåvingeart som beskrevs av Foote 1982. Xanthaciura aczeli ingår i släktet Xanthaciura och familjen borrflugor. Inga underarter finns listade i Catalogue of Life.